# Vernonvilliers
Vernonvilliers é uma comuna francesa na região administrativa de Grande Leste, no departamento de Aube. Estende-se por uma área de 7,66 km². Em 2010 a comuna tinha 57 habitantes (densidade: 7,4 hab./km²).